# 辻本裕
辻本 裕（つじもと ゆたか、1975年7月24日 - ）は、ラグビートップリーグの近鉄ライナーズの元選手・元コーチおよび元日本代表選手。

## 経歴
大阪府出身
- 1991年大阪工大高校入学、全国高校大会ベスト4。
- 1992年同大会ベスト16。
- 1993年同大会ベスト8。同年度の高校日本代表としてニュージーランド遠征。
- 1994年龍谷大学入学。
- 1995年度関西大学リーグ3位、第32回全国大学選手権ベスト16。
- 1996年度関西大学リーグ4位、第33回全国大学選手権ベスト16。
- 1997年度関西大学リーグ3位、第34回全国大学選手権ベスト16。
- 1998年近鉄入社、ラグビー部（近鉄ライナーズ）入部。
- 1998年度第51回全国社会人大会予選プール3位。
- 1999年度第52回全国社会人大会ベスト8。
- 2000年度第53回全国社会人大会ベスト8。
- 2001年度近鉄ライナーズ・副キャプテン。
- 2001年度第54回全国社会人大会ベスト16。
- 2002年度第55回全国社会人大会ベスト8。
- 2003年度トップリーグ10位。
- 2004年度トップリーグ11位。トップウェストに降格決定。
- 2005年度近鉄ライナーズ・キャプテン。トップウェスト優勝。トップリーグ入替戦敗退。
- 2006年度近鉄ライナーズ・キャプテン。トップウェスト優勝。トップリーグ入替戦敗退。
- 2007年度コーチ兼任。トップウェスト優勝。トップチャレンジ優勝。トップリーグ昇格決定。日本選手権出場。ただしこの年度はコーチ兼任のため殆ど試合に出ていない。
- 2008年3月現役引退。社業に専念。

## 代表歴他
2001年3月23日日本代表セレクションマッチ（秩父宮）、同4月8日日本A33-31NZU(花園)、　同5月13日日本代表27-19韓国代表（秩父宮）に出場。
2003年2月～7月末、2004年8月ニュージーランド・ワイテマタR.F.C.に留学。
トップリーグ通算18試合出場、5得点。

## その他
現役時代のポジションはフッカー(HO)。ニックネームは「Bull、ブル」。後輩にも「ブルさん」として親しまれる。